# 大林太良
大林 太良（おおばやし たりょう、1929年（昭和4年）5月10日 - 2001年（平成13年）4月12日）は、日本の民族学者。東京大学名誉教授。従四位勲三等旭日中綬章。

## 経歴
出生から修学期
1929年、東京都で生まれ、愛知県で育った。1949年、第八高等学校文科甲類を卒業。東京大学経済学部経済学科に入学。経済学部に所属したため民族学については独学し、民族学の岡正雄や文化人類学の石田英一郎から大きな影響を受けた。1952年に卒業。
研究者として
東京大学東洋文化研究所助手に採用された。1955年から1959年まで、フランクフルト大学、ウィーン大学、ハーヴァード大学で民族学を学ぶ。1959年、ウィーン大学にて博士の学位（ドクター・デア・フィロゾフィー（Dr.phil.））を取得。1962年、東京大学教養学部講師となり、1966年に同助教授昇格。1975年、同教授となった。学界では、1982年より日本民族学会会長をつとめた。また、国立民族学博物館併任教授を兼任した。
1990年、東京大学を定年退官し、名誉教授となった。その後は東京女子大学教授として教鞭をとった。同1990年、北海道立北方民族博物館館長に就任した（1996年まで）。

## 研究内容・業績
民族学と比較神話学の研究から出発して、日本の神話をアジア諸国の神話と比較しつつ、神話には伝播説と普遍心性説とがある中で、ユーラシア大陸の古代における交流を証明することで、有史以前の広範な伝播の仮説を打ち立てた。晩年は東京女子大学を定年より早く退職し、世界中の神話の中で太陽や月、星、王権や死などがどのように語られているかを項目ごとにまとめる壮大な作業に着手し、その端緒として大著『銀河の道 虹の架け橋』を著した。次の構想として月の神話をまとめたいと語り、星や虹を研究する意図を「人類の精神史」を描くためと語っていたが、志半ばで肝硬変に倒れた。

## 受賞
- 1986年：毎日出版文化賞：共編著『日本民俗文化大系』に対して。
- 1995年度：朝日賞[1]：日本民族文化の形成に関する卓越した研究に対して[6]。
- 1999年：毎日出版文化賞
- 1999年：第10回福岡アジア文化賞学術研究賞：著書『銀河の道 虹の架け橋』に対して[7]。
- 従四位勲三等旭日中綬章。

## 家族・親族
- 父：大林良一は社会保険制度を専門とした商学者。一橋大学名誉教授・元成城大学学長を務めた。

## 著書
単著
- 『東南アジア大陸諸民族の親族組織』東京大学東洋文化研究所 1955年

- 『日本神話の起源』角川新書 1961年
- 『葬制の起源』角川新書 1965年
  - 中公文庫
- 『神話学入門』中公新書 1966年
- 『日本神話の起源』角川選書 1973年
  - 徳間文庫
- 『稲作の神話』弘文堂 1973年
- 『日本神話の構造』弘文堂 1975年
- 『神話と神話学』大和書房 1975年
- 『日本の神話』大月書店（国民文庫） 1976年
- 『邪馬台国 入墨とポンチョと卑弥呼』中公新書 1977年
- 『東南アジア大陸諸民族の親族組織』ぺりかん社 1978年
- 『神話の話』講談社学術文庫 1979年
- 『神話と民俗』桜楓社 1979年
- 『東アジアの王権神話 日本・朝鮮・琉球』弘文堂 1984年
- 『シンガ・マンガラジャの構造』青土社 1985年
- 『神話の系譜 日本神話の源流をさぐる』青土社 1986年
  - 講談社学術文庫
- 『東と西海と山 日本の文化領域』小学館 1990年
  - 小学館ライブラリー
- 『北方の民族と文化』山川出版社、1991年
- 『正月の来た道 日本と中国の新春行事』小学館 1992年
- 『海の神話』講談社学術文庫 1993年
- 『北の神々南の英雄 列島のフォークロア12章』小学館 1995年
- 『海の道海の民』小学館 1996年
- 『北の人文化と宗教』第一書房 1997年
- 『仮面と神話』小学館 1998年
- 『銀河の道虹の架け橋』小学館、1999年
- 『私の一宮巡詣記』青土社 2001年
- 『山の民水辺の神々 六朝伝説にもとづく民族誌』大修館書店 2001年

翻訳
- 『民族学入門 諸民族と諸文化』A.E.イエンゼン（英語版）著、鈴木満男共訳、社会思想社(現代教養文庫) 1963年
- 『生活文化の発生』ユウリス・リップス著、長島信弘共訳、角川新書 1964年
- 『美のあけぼの オーストラリヤの未開美術』アンドレアス・ロンメル（ドイツ語版）著、社会思想社(現代教養文庫) 1964年
- 『文化人類学』蒲生正男・村武精一共編、角川書店 1967年
- 『黄色い葉の精霊 インドシナ山岳民族誌』フーゴー・ベルナツィーク（英語版）著、平凡社（東洋文庫）1968年
  - ワイド版 2006年
- 『戦争の研究 武力紛争と攻撃性の人類学的分析』モートン・フリード（英語版）,M.ハリス,R.マーフィー編、蒲生正男・渡辺直経共訳、ぺりかん社 1970年
- 『支配の発生 民族学と社会学の境界』C.ジークリスト（ドイツ語版）著、思索社 1975年
- 『殺された女神』A.E.イェンゼン著、牛島巌・樋口大介共訳、弘文堂 1977年）
- 『神話 人類の夢と真実』アレグザンダー・エリオット（英語版）著、吉田敦彦共訳、講談社 1981年
- 『無文字民族の神話』M.パノフ 著、宇野公一郎訳、白水社 1985年
- 『鍋と帽子と成人式 生活文化の発生』ユリウス・E.リップス著、長島信弘共訳、八坂書房 1988年

編著
- 『神話・社会・世界観』（角川書店、1972年）
- 『日本語の起源』村山七郎共編 弘文堂、1973年）
- 『火（日本古代文化の探究）』（社会思想社、1974年）
- 『日本神話の比較研究』（法政大学出版局、1974年）
- 『船（日本古代文化の探究）』（社会思想社、1975年）
- 『隼人（日本古代文化の探究）』（社会思想社、1975年）
- 『家（日本古代文化の探究）』（社会思想社、1975年）
- 『世界の神話 万物の起源を読む』（日本放送出版協会 (NHKブックス)、1976年）
- 『神話』稲岡耕二共編（至文堂、1977年）
- 『日本神話研究 1-3』伊藤清司共編（学生社、1977年）
- 『対談 古代文化の謎をめぐって』上田正昭、森浩一（社会思想社、1977年）
- 『日本古代文化の原像 環シナ海文化の視点』谷川健一共編（三一書房、1977年）
- 『蝦夷 日本古代文化の探究』（社会思想社、1979 年）
- 『剣の神・剣の英雄 タケミカヅチ神話の比較研究』（吉田敦彦共著（法政大学出版局、1981年）
- 『文化摩擦の一般理論』（巌南堂書店、1982年）
- 『沖縄の古代文化』（小学館、1983年）
- 『日本民俗文化大系』（網野善彦・森浩一・谷川健一・宮田登・高取正男共編（小学館、1983年-1986年）
- 『戦（日本古代文化の探究)』（社会思想社、1984年）
- 『海と列島文化』共編著（小学館、1990年－1992年）
- 『日本文化の源流 北からの道・南からの道』佐々木高明共編（小学館、1991年）
- 『東アジア民族の興亡 漢民族と異民族の四千年』生田滋共著（日本経済新聞社、1997 年）
- 『世界の神話をどう読むか』（吉田敦彦共著 青土社、1998年）
- 『スサノオ信仰事典』（戎光祥出版、2004年）

## 大林太良に関する関連文献
- 「大林太良・贈賞理由」(福岡アジア文化賞)
- 生き物文化誌学会編 『ビオストーリー第8号 特集知の巨人 大林太良の世界』、2007年
- 山田仁史「レヴィ＝ストロースと大林太良: 神話学における構造と歴史」『比較日本文化研究』14号: 38-55頁、2010年